# Haartolle

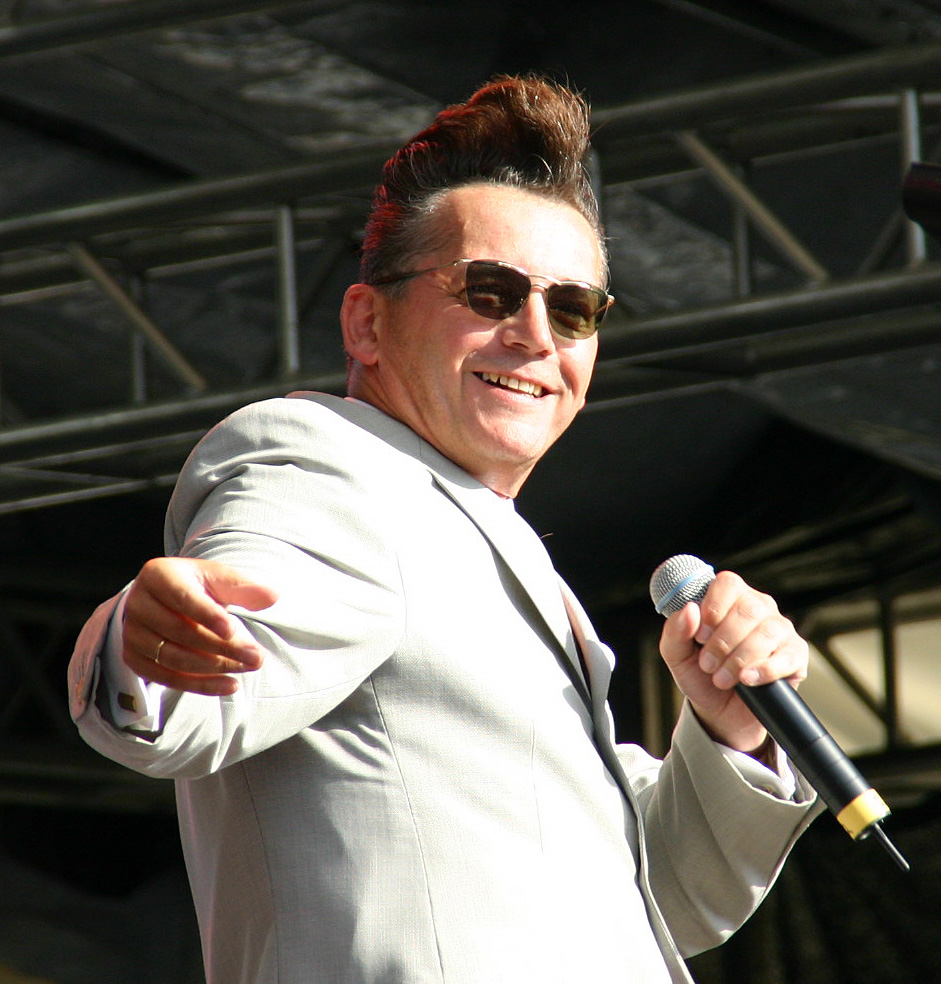
Die Haartolle ist ein Markenzeichen von Götz Alsmann.

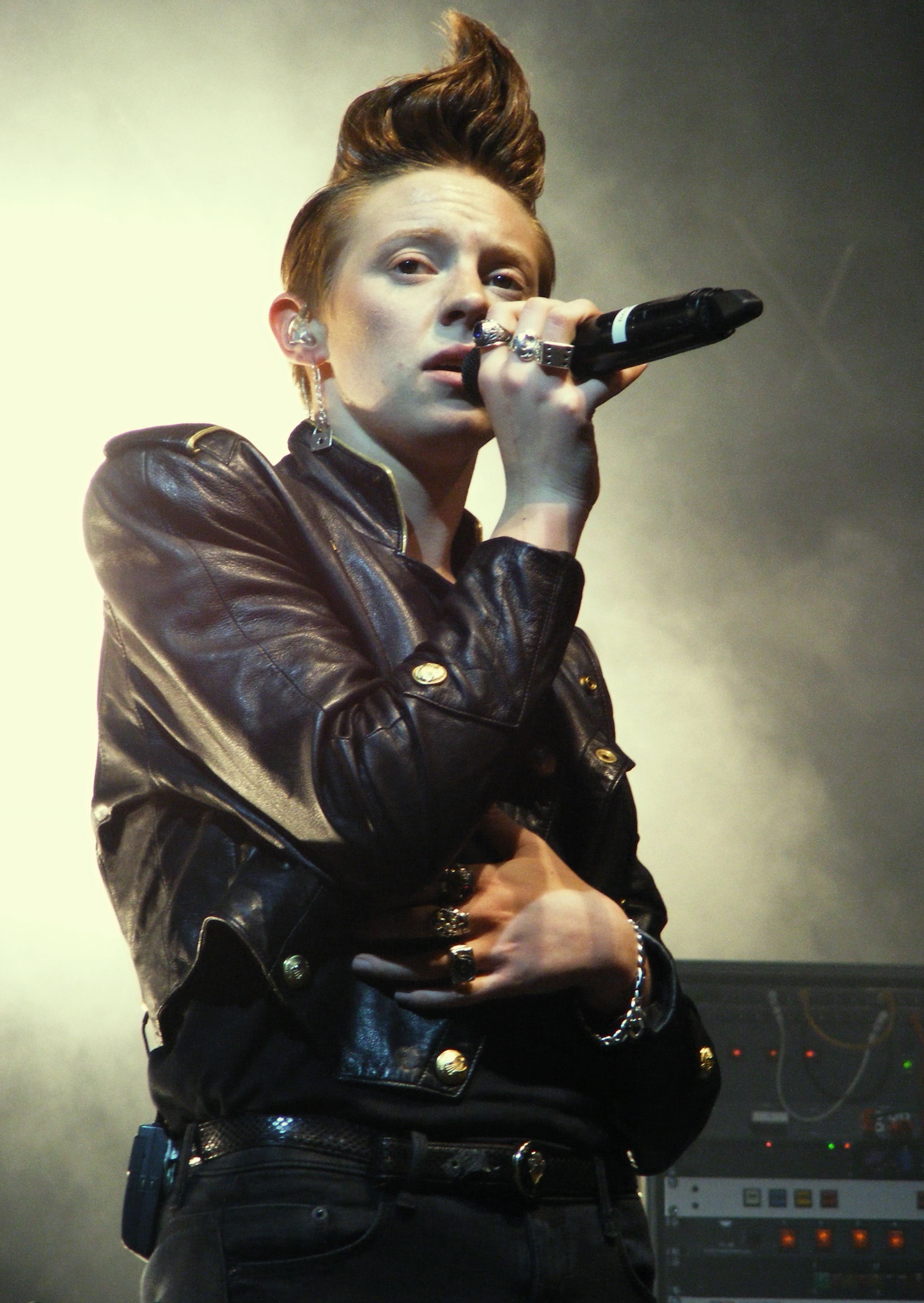
Elly Jackson von den Band La Roux

Als Haartolle, kurz Tolle, umgangssprachlich auch Schmalztolle, bezeichnet man eine typische Frisur aus den 1950er Jahren. 
Sie wurde vor allem von Künstlern des Rock ’n’ Roll wie Bill Haley und Elvis Presley popularisiert und war neben dem Petticoat der jungen Frauen das augenfälligste Symbol der Popkultur dieser Zeit.

## Styling
Zur Formung und Fixierung der Tolle werden vorwiegend Pomade, Haargel oder Haarspray benutzt. Es gibt feste Pomade für dünnes und normales Haar bzw. sehr feste Pomade für dickes Haar. Sie wird großzügig im Haar verteilt, die Seitenpartien der Haare werden eng an der Kopfhaut nach hinten gelegt, dann wird das vordere Haar zu einer Welle nach oben geformt.

## Geschichte
Die Tolle hat historische Vorläufer u. a. in der sogenannten ungarischen „Magnatenrolle“, die auf Abbildungen z. B. in der Ahnengalerie der Familie Esterházy belegt ist, oder in den Frisuren der englischen Dandys von George Bryan Brummell bis Oscar Wilde sowie in den Frisuren, wie sie nach dem Ersten Weltkrieg in den 1920er Jahren von den Gigolos, den Eintänzern in den Tanzbars, getragen wurden. Als eine der frühesten belegten Trägerinnen dieser Frisur gilt Madame de Pompadour, Mätresse des französischen Königs Ludwig XV, weswegen sie auch „Frisur à la Pompadour“ genannt wurde.
Ihren Höhepunkt hatte die Tolle in den 1950er Jahren. Sie wurde vor allem von Rock-’n’-Roll-Musikern wie Bill Haley und Elvis Presley popularisiert, aber auch Schauspieler wie beispielsweise Tony Curtis trugen sie.  In den 1970er Jahren erlebte die Tolle ein Comeback u. a. in den Frisuren von Andy Mackay und Bryan Ferry der Band Roxy Music sowie durch den Auftritt von John Travolta als Danny im Filmmusical Grease. Danach trugen u. a. die Schauspieler Sean Penn und Johnny Depp Tollen. Eine Haartolle ist auch das Markenzeichen des deutschen Entertainers Götz Alsmann. 